# 小林二男
小林 二男（こばやし つぎお、1947年2月 - ）は、日本の中国文学者。東京外国語大学名誉教授。専門は中国現代文学。
群馬県出身。大学院時代は松井博光に師事する。丁玲の専門家であり、日本屈指の丁玲の資料持ち。

## 略歴
- 1971年3月 - 東京外国語大学外国語学部中国語学科卒業
- 1973年3月 - 東京都立大学 (1949-2011)大学院人文科学研究科中国文学専攻修士課程修了
- 1976年3月 - 東京都立大学大学院人文科学研究科中国文学専攻博士課程単位取得退学
- 1976年4月 - 東京外国語大学外国語学部 助手
- 1980年4月 - 東京外国語大学外国語学部 講師
- 1985年4月 - 東京外国語大学外国語学部 助教授
- 1998年4月 - 東京外国語大学外国語学部 教授
- 2009年4月 - 東京外国語大学総合国際学研究院（言語文化部門・文化研究系）教授（大学院重点化による所属変更）
- 2011年3月 - 東京外国語大学 定年退職

## 著書
- 『中国の漢字と中国語』(稲葉茂勝と共著)、小峰書店（世界の文字と言葉入門）、2004